# Лобанов, Евгений Вадимович
Евгений Вадимович Лобанов (род. 25 июня 1984, Архангельск) — российский хоккеист, вратарь. 

## Карьера
Воспитанник архангельского «Спартака».
Евгений Лобанов начал свою профессиональную карьеру в 2003 году в составе клуба Высшей лиги ХК «Рыбинск», выступая до этого за фарм-клубы ярославского «Локомотива» и уфимского «Салавата Юлаева». В своём дебютном сезоне Евгений провёл на площадке 46 матчей с коэффициентом надёжности 2.81. Два следующих сезона Лобанов находился в системе «Локомотива», однако в составе первой команды за два года он провёл лишь 66 минут, в основном продолжая выступления за фарм-клуб.
В сезонах 2005/06 и 2006/07 был игроком саратовского «Кристалла», проведя за это время 54 матча с коэффициентом 2.14. Перед стартом сезона 2007/08 Лобанов подписал двухлетний контракт с московским «Спартаком», где стал дублёром Константина Симчука, проведя в общей сложности 28 матчей и пропуская в среднем две с половиной шайбы за игру.
31 октября 2008 года был обменян в нижегородское «Торпедо» на выбор во 2-м раунде драфта-2009. Тем не менее, за два сезона Лобанов принял участие лишь в 22 матчах, после чего он покинул клуб и заключил соглашение с пензенским «Дизелем». В сезоне 2010/11 стал основным голкипером клуба, проведя на площадке 49 матчей с коэффициентом надёжности 1,99. Тем не менее сразу после окончания сезона он покинул Пензу, и 12 августа 2011 года подписал контракт с екатеринбургским «Автомобилистом».

## Статистика выступлений
Последнее обновление: 28 марта 2014 года
|             |                             |             | Регулярный сезон | Регулярный сезон | Регулярный сезон | Регулярный сезон | Регулярный сезон | Плей-офф | Плей-офф | Плей-офф | Плей-офф | Плей-офф |
| Сезон       | Команда                     | Лига        | Игр              | М                | ПШ               | «0»              | КН               | Игр      | М        | ПШ       | «0»      | КН       |
| ----------- | --------------------------- | ----------- | ---------------- | ---------------- | ---------------- | ---------------- | ---------------- | -------- | -------- | -------- | -------- | -------- |
| 2003/04     | ХК «Рыбинск»                | Высшая лига | 46               | 2625             | 123              | 5                | 2.81             | —        | —        | —        | —        | —        |
| 2003/04     | «Локомотив» Ярославль       | Суперлига   | 1                | 6                | 0                | 0                | 0                | —        | —        | —        | —        | —        |
| 2004/05     | «Локомотив» Ярославль       | Суперлига   | 1                | 60               | 3                | 0                | 3.00             | —        | —        | —        | —        | —        |
| 2005/06     | «Кристалл» Саратов          | Высшая лига | 40               | 2294             | 84               | 1                | 2.20             | —        | —        | —        | —        | —        |
| 2006/07     | «Кристалл» Саратов          | Высшая лига | 14               | 847              | 28               | 1                | 1.98             | —        | —        | —        | —        | —        |
| 2007/08     | «Спартак» Москва            | Суперлига   | 23               | 1079             | 44               | 2                | 2.45             | 5        | 275      | 14       | 0        | 3.05     |
| 2008/09     | «Торпедо» Нижний Новгород   | КХЛ         | 13               | 700              | 31               | 1                | 2.66             | —        | —        | —        | —        | —        |
| 2009/10     | «Торпедо» Нижний Новгород   | КХЛ         | 9                | 376              | 20               | 0                | 3.20             | —        | —        | —        | —        | —        |
| 2010/11     | «Дизель» Пенза              | ВХЛ         | 43               | 2525             | 86               | 5                | 2.04             | 6        | 395      | 11       | 0        | 1.67     |
| 2011/12     | «Автомобилист» Екатеринбург | КХЛ         | 31               | 1728             | 81               | 3                | 2.81             | —        | —        | —        | —        | —        |
| 2012/13     | «Автомобилист» Екатеринбург | КХЛ         | 28               | 1532             | 89               | 1                | 3.49             | —        | —        | —        | —        | —        |
| 2013/14     | «Автомобилист» Екатеринбург | КХЛ         | 9                | 489              | 23               | 0                | 2.83             | —        | —        | —        | —        | —        |
| Всего в КХЛ | Всего в КХЛ                 | Всего в КХЛ | 90               | 4823             | 244              | 5                | 3.04             | —        | —        | —        | —        | —        |